# James Bullough Lansing
James Bullough Lansing (nascido James Martini, Nilwood, Illinois, 2 de janeiro de 1902 – San Marcos, Califórnia, 29 de setembro de 1949) foi um engenheiro de áudio e designer de alto-falantes norte-americano. É conhecido por ser fundador de duas empresas que carregam seu nome, a Altec Lansing e a JBL (o nome "JBL" deriva das iniciais de seu próprio nome).